# Universität Bangkok

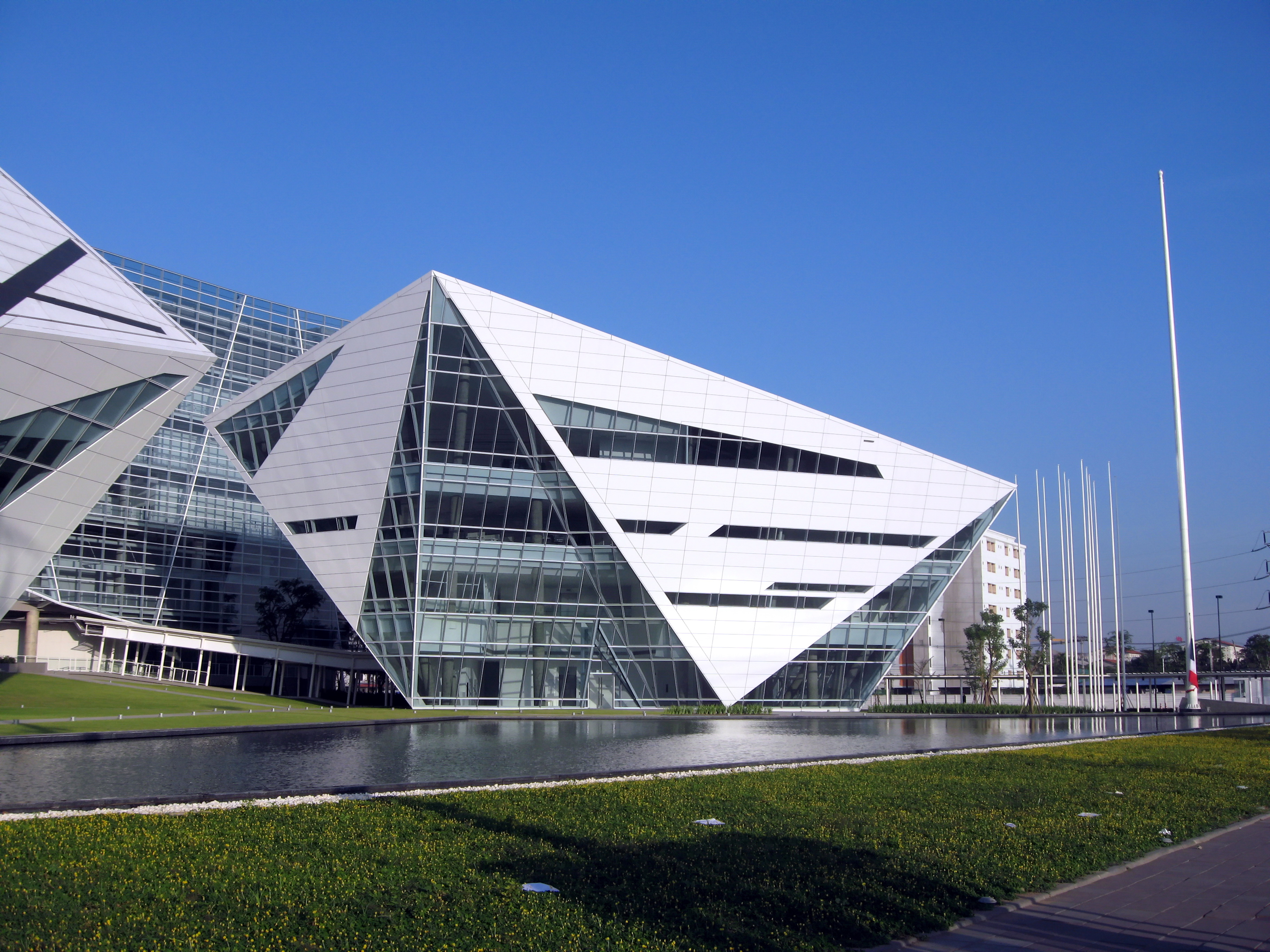
Der Rangsit-Campus der Universität Bangkok

Die Universität Bangkok (Thai: มหาวิทยาลัยกรุงเทพ, engl.: Bangkok University, kurz: BU) ist eine tertiäre Bildungseinrichtung in Bangkok und eine der ältesten und größten privaten Universitäten von Thailand. Im Jahr 2008 waren hier 26.884 Studenten eingeschrieben.

## Geschichte
Vorläufer der Universität Bangkok war die Thai Technical School (โรงเรียนไทยเทคนิค), die 1962 auf Initiative von Surat Osathanugrah, Eigentümer des Energydrink-Produzenten Osotspa und späteren Verkehrs- und Handelsminister, gegründet wurde. Später wurde sie in Bangkok College (วิทยาลัยกรุงเทพ) umbenannt, um nicht den Anschein zu erwecken, es handele sich um eine Berufsschule. Sie ging eine Kooperation mit der Fairleigh Dickinson University im US-Bundesstaat New Jersey ein. 1984 gehörte das College dann zu den vier ersten Privathochschulen in Thailand, die den Status einer Universität erhielten. Die Familie des Gründers ist immer noch mit der Universität verbunden. Surats Sohn und Haupterbe Petch Osathanugrah ist Vorsitzender des Hochschulrats.

## Motto
„Die Studienabgänger erhalten Wissen gepaart mit Tugend, um die Welt zum Glück der Menschheit zu verändern.“.

## Fakultäten, Institute und Zentren
- Graduiertenkolleg
- Bangkok University International College (BUIC)
- Naturwissenschaften (School of Science and Technology)
- Buchführung (School of Accounting)
- Betriebswirtschaft (School of Business Administration)
- Medienkunst (School of Communication Arts)
- Rechtswissenschaft (School of Law)
- Wirtschaftswissenschaft (School of Economics)
- Ingenieurwissenschaften (School of Engineering)
- Schöne Künste (School of Fine and Applied Arts)
- Geisteswissenschaft (School of Humanities)

## Campus
Die Universität Bangkok hat zwei Hochschulgelände:

### Stadt-Campus
Der Campus in der Stadt wird Kluay Nam Tai Campus (วิทยาเขตกล้วยน้ำไท) genannt und liegt an der Thanon Sukhumvit (Sukhumvit-Straße) im Bezirk Khlong Toei in Bangkok. Der Campus hat eine Fläche von etwa 15.000 Quadratmetern und beherbergt die Einrichtungen für die regulären Studenten ab dem dritten Studienjahr. 
Die internationalen Studenten und die meisten Akademiker in besonderen Programmen sind ebenfalls hier angesiedelt. So finden sich hier das Internationale College, das Graduiertenkolleg und das Büro des Präsidenten. Eine Kunstgalerie ist seit 2006 eröffnet.

### Rangsit
Der Campus Rangsit (วิทยาเขตรังสิต) liegt an der Thanon Phahonyothin (Phahonyothin-Straße) im Bezirk Khlong Luang der Provinz Pathum Thani, etwa 14 Kilometer nördlich des früheren internationalen Bangkoker Flughafens Don Mueang. Der Campus hat eine Fläche von mehr als 260.000 Quadratmetern. 
Auf dem Campus Rangsit sind vor allem die Studenten des ersten und zweiten Studienjahres untergebracht. Hier liegt auch das Stadion des Bangkok University FC.